# Duncanopsammia axifuga
Genre
Espèce
Statut de conservation UICN

 NT  : Quasi menacé
Statut CITES
Duncanopsammia axifuga est une espèce de corail dur à long polypes (LPS) de la famille des Dendrophylliidae, la seule du genre Duncanopsammia.

## Description
Duncanopsammia se caractérise par un squelette de type dendroïde, des polypes larges de 2 à 5 cm de diamètre munis de 14 tentacules. La bouche est au centre du polype. La reproduction se déroule par bourgeonnement à la base d'un polype, donnant naissance à un nouveau polype.
C'est un corail hermatypique zooxanthellés. On peut néanmoins nourrir ce corail par distribution de plancton (artémias) ou de fragments de moules ou de crevettes.

## Répartition géographique
Australie, Nouvelle-Guinée, Indonésie.

## En aquarium
En aquarium, cette espèce n'est pas exigeante. Un brassage modéré est suffisant et l'éclairage modéré à fort est correct.